# Wuzhu Xiang (socken i Kina)
Wuzhu Xiang (kinesiska: 五株, 五株乡) är en socken i Kina. Den ligger i provinsen Yunnan, i den sydvästra delen av landet, omkring 250 kilometer sydost om provinshuvudstaden Kunming.
Genomsnittlig årsnederbörd är 1 420 millimeter. Den regnigaste månaden är juli, med i genomsnitt 282 mm nederbörd, och den torraste är februari, med 12 mm nederbörd.